# Pyrrolizidine-alkaloïde

Retronecine, een pyrrolizidine-alkaloïde

Pyrrolizidine-alkaloïden vormen een groep alkaloïden die vrij in de natuur voorkomen in planten uit de ruwbladigenfamilie (Boraginaceae) en de composietenfamilie (Asteraceae), zoals het jakobskruiskruid (Jacobaea vulgaris subsp. vulgaris) en slangenkruid. Ze worden kortweg PA's genoemd. Ze zijn giftig, omdat ze na metabole omzetting een onverzadigde heterocyclische ring bevatten. De vorming van pyrroolderivaten is schadelijk.
De kern van pyrrolizidine-alkaloïden bestaat uit een dubbele heterocyclische ring met een stikstofatoom. De verbinding bevat ook een hydroxyl- en/of een hydroxymethylgroep.
Er zijn bijna 200 pyrrolizidine-alkaloïden bekend. Enkele voorbeelden zijn retronecine, retrorsine en senecionine.
Het Bundesinstitut für Risikobewertung, te vergelijken met het Nederlandse RIVM, trof in 2013 PA's aan in 221 proefmonsters thee. De European Food Safety Authority meldde na een onderzoek van 2374 monsters thee dat in zwarte en groene thee acht tot negentien soorten PA's werden aangetroffen. De gifstoffen kwamen ook voor in commercieel verkochte kamillethee, rooibosthee en pepermuntthee. De gifstoffen komen daarin niet van nature voor, maar wel in onkruid dat meegeoogst werd.